# نوة العليا (بكيل المير)

تعديل مصدري - تعديل

نوة العليا هي إحدى قرى عزلة صبران بمديرية بكيل المير التابعة لمحافظة حجة، بلغ تعداد سكانها 80 نسمة حسب تعداد اليمن لعام 2004.